# 磷酸核糖基转移酶
磷酸核糖基转移酶（英语：Phosphoribosyltransferase）是一种转移酶。
类型包括：
- 腺嘌呤磷酸核糖转移酶（EC 2.4.2.7）
- 次黄嘌呤-鸟嘌呤磷酸核糖基转移酶（EC 2.4.2.8）
- 尿嘧啶磷酸核糖转移酶（EC 2.4.2.9）
- 乳清酸磷酸核糖转移酶（EC 2.4.2.10）
- 喹啉磷酸核糖转移酶（EC 2.4.2.19）